# Sběratelská karetní hra
Sběratelská karetní hra (někdy se označuje zkratkou CCG z anglického „collectible card game“ nebo zkratkou TCG z anglického „trading card game“) je druh karetní hry, do níž si každý z hráčů přinese svůj vlastní balíček karet, sestavený z karet, které si koupil nebo vyměnil s jinými hráči (sběratelských karet). Hráč se tak současně stává sběratelem, jehož úkolem je nasbírat co nejlepší karty a vytvořit si z nich balíček tak, aby spolu co nejlépe spolupracovaly. Každý hráč má jiný balíček, podle toho, jaký styl hry preferuje, jaké karty dokázal nasbírat a jaké balíčky soupeřů chce zejména porážet.
Sběratelské karetní hry bývají obvykle vytvořeny na motivy nějakého sci-fi nebo fantasy příběhu, přičemž jednotlivé karty představují jeho postavy, místa, předměty a události. Příběh bývá buď napsán speciálně pro hru (Magic: The Gathering), nebo je hra inspirována nějakým již existujícím dílem. Sběratelské karetní hry vznikly podle téměř všech rozšířených sci-fi nebo fantasy děl, například Pán prstenů, Harry Potter, Hvězdné války, Pokémon a další. S pokračováními příběhu vycházejí další, rozšiřující edice hry, které obsahují nové karty, které mohou hráči použít ke stavbě svých balíčků.
Sběratelské karetní hry se zpravidla prodávají buď v sadě pro jednoho či dva začínající hráče (obsahuje jeden či dva balíčky karet určené bez dalších úprav rovnou k hraní včetně návodu či dalších k hraní potřebných pomůcek – kostka, žetony apod.) a pak v doplňujících baleních (tzv. booster), v nichž jsou obsaženy v různém ovšem předem daném počtu (Pokémon – 10, Magic: The Gathering – 15 či 16) náhodně vybrané karty (teoreticky by žádná dvě balení v prodeji neměla obsahovat přesně stejné karty). Zpravidla se karty dělí na běžné, neobvyklé a vzácné, a to podle toho, kolik exemplářů od každé z nich bylo vytištěno. Nejvíce exemplářů bývá vytištěno od běžných karet, méně od neobvyklých a nejméně od vzácných. Hráči si mezi sebou mění či prodávají jednotlivé karty za dohodnuté ceny, které jsou tím vyšší, čím méně exemplářů od příslušné karty bylo vydáno a čím je karta lepší ve hře. Na každé kartě bývá uvedeno, co tato karta umí. V České republice se většina sběratelských karetních her prodává v angličtině, některé byly přeloženy do češtiny.

## Historie
První karetní hra tohoto typu byla The Base Ball Card Game z roku 1905. V moderní době je první a dosud komerčně nejúspěšnější hrou tohoto typu Magic: The Gathering, která vznikla v roce 1993 v USA. Její úspěch byl podnětem pro vznik mnoha dalších sběratelských karetních her, žádná z nich však nedosáhla úspěchu MTG, který je dnes v prodeji ve většině zemí světa a pořádají se v něm mistrovství světa a profesionální turnaje, dotované vysokými částkami pro vítěze. Autorem MTG je Richard Garfield, jeho vydavatelem firma Wizards of the Coast, která je součástí konsorcia Hasbro. Tato firma má princip sběratelské karetní hry patentován v USA pod číslem 5662332.
Dalšími v Česku rozšířenými sběratelskými karetními hrami jsou Lord of the Rings, Harry Potter, Star Wars (všechny tři jsou vytvořeny podle stejnojmenných děl), V-System, Pokémon, The Spoils, Wastelands (přeložena do češtiny), Warhammer 40,000 (přeložena do češtiny), War Cry (přeložena do češtiny),Yu-Gi-Oh!, A Game of Thrones, Discwars (v této hře se nesbírají klasické karty, ale papírové kotoučky různé velikosti), Scratch Wars a jiné.